# Budy Iłowskie
Budy Iłowskie – wieś w Polsce położona w województwie mazowieckim, w powiecie sochaczewskim, w gminie Iłów.
Sołectwo Budy Iłowskie-Rokocina tworzą wsie Budy Iłowskie i Rokocina.
| SIMC    | Nazwa    | Rodzaj    |
| ------- | -------- | --------- |
| 0566138 | Dębowiec | część wsi |

W latach 1954–1959 wieś należała i była siedzibą władz gromady Budy Iłowskie, po jej zniesieniu w gromadzie Iłów. W latach 1975–1998 miejscowość administracyjnie należała do województwa płockiego.